# Antonio Crivelli
Antonio Crivelli (Milano, 2 febbraio 1783 – Milano, 18 agosto 1829) è stato un fisico italiano.
Laureato in ingegneria presso l'Università di Pavia, ha insegnato a Milano, Bergamo e Trento, prima di intraprendere un viaggio in Turchia dove apprese un metodo per la damaschinatura che mise in pratica presso la sua officina a Lecco. Ottenne una medaglia d'oro al merito civile da Francesco I d'Austria.